# 自然災害休業休校措置法
自然災害休業休校措置法（しぜんさいがいきゅうぎょうきゅうこうそちほう）は中華民国の法令。天災発生時の政府対応策の一つで、政府機関が臨時休業、休校を宣言することで市民の生命及び財産を保護することを目的に制定された法律であり、自然災害による休暇の基準となっている。台風の季節には政府に拠り休業休校措置が宣言、有給での休業が実施され、颱風假（台風休日）と称されている。
規定では措置法の対象期間としては国内公的機関、各種学校、銀行、公共事業、生産事業、郵便電信事業、公共交通とされているが、実際には台湾の大多数の民間企業なども自然災害時には措置法の決定に準じ休業を決定している。

## 歴史
台湾における頻発する自然災害としては台風が挙げられる。1897年から1948年に台湾を暴風圏内とした台風は189個、1949年から1996年にかけては218個を数え、年間平均4.07個の台風に襲われていることになる。
1970年代以前は台湾の人事権は明確な基準がなく、台風に対する休業休校措置も統一されたものでなかった。1977年に人事行政局が成立すると、自然災害による休業休校は人事行政局が決定することになったが、組織編制上行政院長または総統による専決事項となっていた。1993年、人事行政局組織法が制化されると自然災害の休業休校は人事行政局が主導し、各地県市政府の意見及び中央気象局の天気予報資料を参考に決定することに改められた。また従前は全国一律での休業休校措置であったものを、自然災害の被害を受けた地域に限定するように制度が改められた。

## 制定
2000年7月、台風をはじめ自然災害による休業休校措置に統一基準を設けるべく措置法制定の作業が着手された。台湾政府は各種法律との整合性を持たせた『天災休業休校措置法』を制定、中華民国政府は統治地域（台湾地区）で自然災害が発生した際の休業休校措置のための基準を定めた。

## 法令の内容
法令が定める自然災害とは「自然界で発生し人類の生存と発展に危害を与えるに十分な現象であり、
環境変動により発生する災禍」と定めている。更に措置法第2条でこれら自然災害とは台風、地震、洪水と具体的に規定し、台風を主要な対象としている。
措置法の内容は大きく3つに分類することができる。

### 休業休校の基準
措置法では自然災害による休業休校の基準を明示している。台風の場合は4時間以内に暴風圏内が通過し、その平均風速が7級または瞬間風速10級の場合に当該地区が休業休校となる。台風以外では地震及び洪水は関係機関及び学校の建物、若しくは公務員宿舎が全壊、半壊をその基準としている。措置法は災害により交通機関が影響を受けた場合、その状況を考慮して休業休校措置を採用する権利を宣布機関に与えている。

### 宣言作業
措置法の規定では休業休校規定は原則として台湾の全ての県市により決定され、直轄市長、市長、県長に宣言の権限を与え、各首長の判断に拠り当該地域の休業休校が決定される。また特殊状況下では自然災害の被害を受けた各機関の長、または学校校長による独自の判断も認めている。休業休校が決定した場合、当該政府機関の人事行政局は台湾全国に対し休業休校を通達、その後各種テレビでニュース速報で周知を図る手順となっている。これ以外に人事行政局及び各機関は専用電話回線で問い合わせに応じるともされている。

### 宣言の時間帯
台風が襲来し、首長が終日もしくは半日の休業休校措置を決定した場合、前夜の10:30以前に関係機関に通達し、11:00以前の放送を定めている。またこの時間に決定が間に合わない場合でも、休業休校の当日の05:00迄に放送を通じて周知を図るものとしている。
またインターネットではhttp://www.cpa.gov.tw 人事行政局のトップページに各県市の天災休業休校状況が表示されここで検索することも可能である。

## 適用機関
措置法第15條で適用機関として中華民国管轄内の公的機関、各種学校、銀行、公共事業、生産事業、郵便電信機関、公共交通機関が明示されているが、台湾の大多数の民間企業でも措置法による決定を準用して休業、休校を決定している。また適用されるのは当該地域への通勤通学以外に、当該地域の居住者も含まれる。また台湾証券交易所も休市となる。

## その他
『天災休業休校措置法』により休業休校となっても。警察や消防、交通機関の従業者は休業にならない。当日の業務は休日出勤扱いとなり休日出勤手当てまたは代休を与えることとなっている。